# Коломбје (Аверон)
Коломбје (фр. Colombiès) насеље је и општина у јужној Француској у региону Миди Пирене, у департману Аверон која припада префектури Родез.
По подацима из 2011. године у општини је живело 943 становника, а густина насељености је износила 17,07 становника/km². Општина се простире на површини од 55,23 km². Налази се на средњој надморској висини од 700 метара (максималној 751 m, а минималној 390 m).

## Демографија
| 1962. | 1968. | 1975. | 1982. | 1990. | 1999. | 2011. |
| ----- | ----- | ----- | ----- | ----- | ----- | ----- |
| 1.567 | 1.657 | 1.446 | 1.234 | 1.096 | 984   | 943   |

График промене броја становника у току последњих година